# Tiberiu Eremia
Tiberiu Eremia (n. 1875 la Purcăreni, Brașov - d. decembrie 1937) a fost un inginer constructor român, care a contribuit la realizarea unor lucrări de mari proporții ca: poduri rutiere și de cale ferată, alimentarea cu apă a Bucureștiului, a Ploieștiului și a Piteștiului, precum și diverse clădiri din Capitală și alte orașe.